# 旧沙博尼耶尔
旧沙博尼耶尔（法語：Charbonnières-les-Vieilles，法語發音：[ʃaʁbɔnjɛʁ les vjɛj]）是法国多姆山省的一个市镇，位于该省西北部，属于里永区。该市镇总面积32.62平方公里，2009年时的人口为959人。

## 人口
旧沙博尼耶尔人口变化图示